# Florida State Seminoles
Florida State Seminoles är en idrottsförening tillhörande Florida State University och har som uppgift att ansvara för universitetets idrottsutövning.

## Idrotter
Seminoles deltager i följande idrotter:
| Herrar - Amerikansk fotboll - Baseboll - Basket - Friidrott - Golf - Simhopp - Simning - Tennis - Terränglöpning | Damer - Basket - Beachvolleyboll - Fotboll - Friidrott - Golf - Softboll - Simhopp - Simning - Tennis - Terränglöpning - Volleyboll |

## Idrottsanläggningar
- Donald L. Tucker Civic Center

## Idrottsutövare

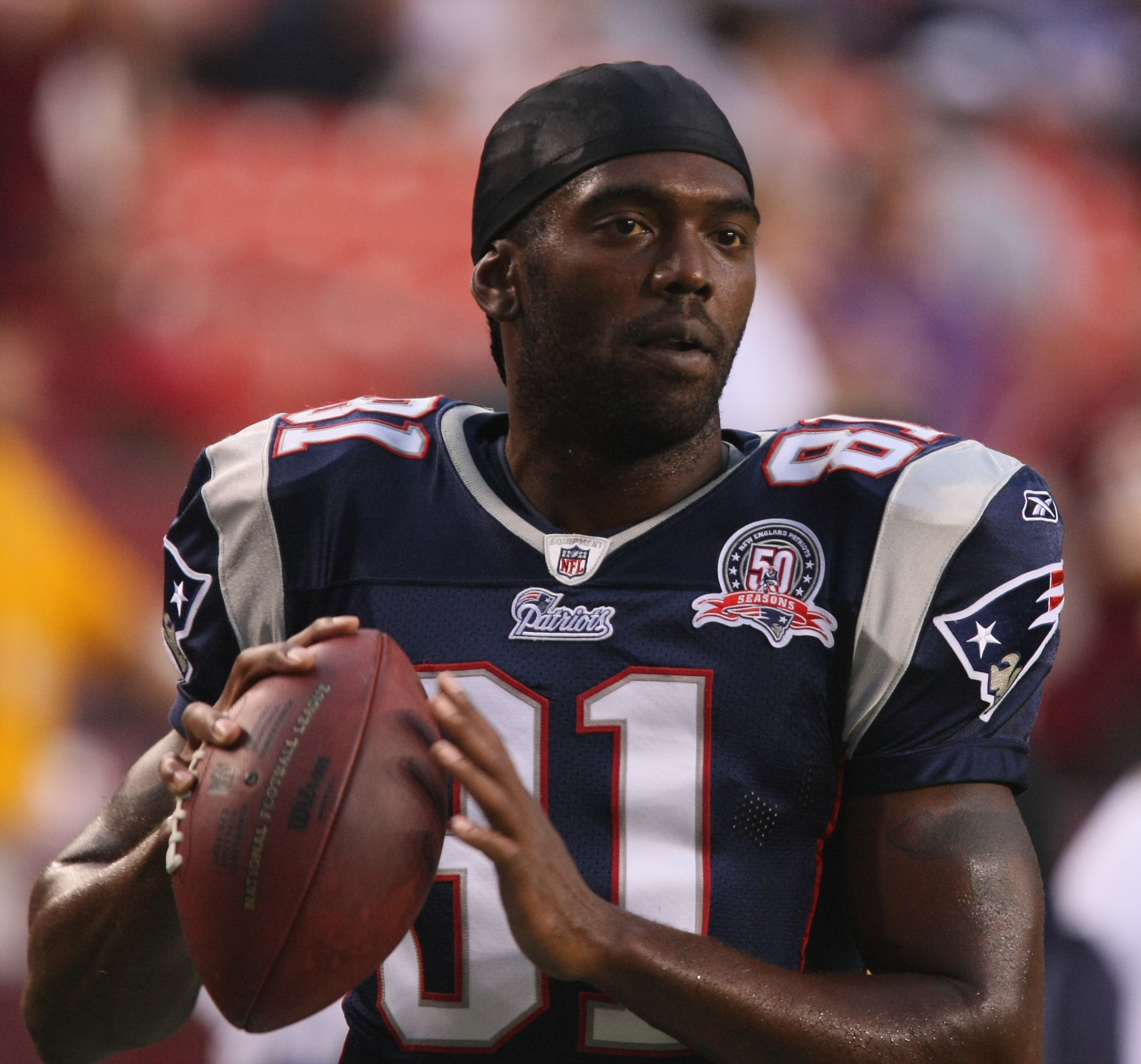
Randy Moss.

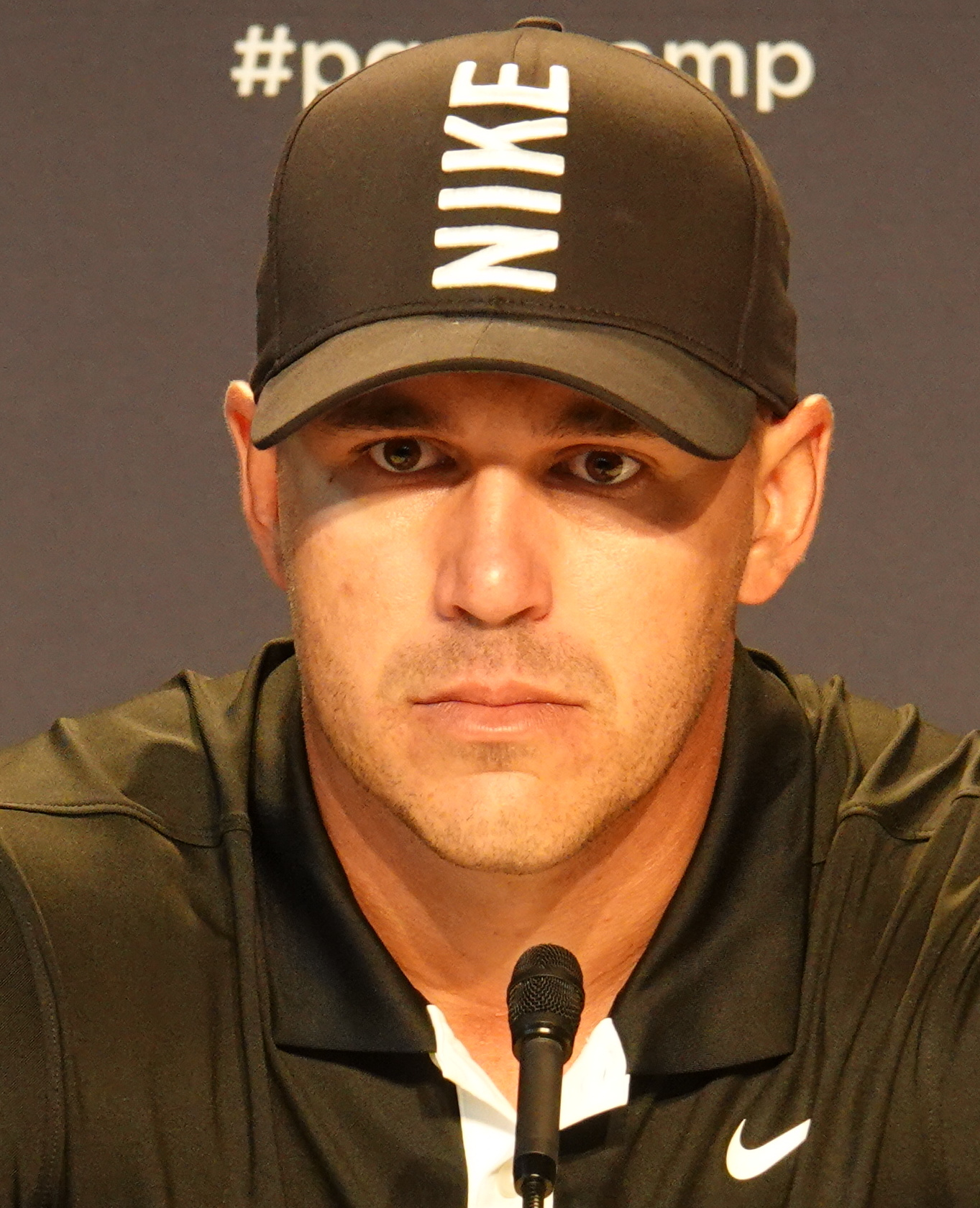
Brooks Koepka.

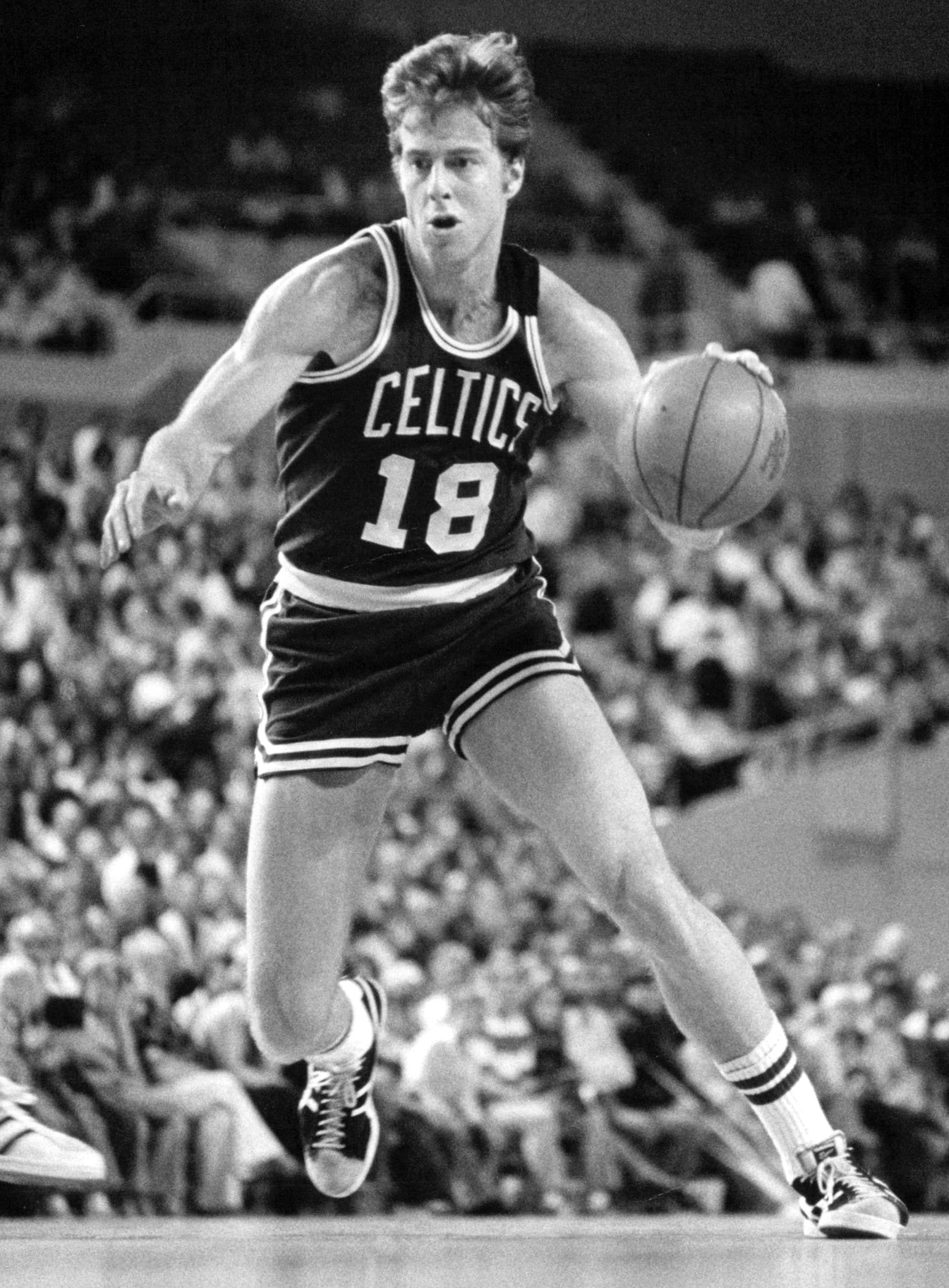
Dave Cowens.

| Amerikansk fotboll - Jason Altmire - Nigel Bradham - Paul Gleason - Amp Lee - Randy Moss - Burt Reynolds - Robert Urich Baseboll - Doug Mientkiewicz - Buster Posey Basket - Scottie Barnes - Malik Beasley - Dave Cowens - Trent Forrest - Jonathan Isaac - Terance Mann - Devin Vassell - Patrick Williams Fotboll - Tuija Hyyrynen - Emma Koivisto - Natalia Kuikka - Viola Odebrecht - Sanna Talonen - Kirsten van de Ven - Mami Yamaguchi - Berglind Björg Þorvaldsdóttir | Friidrott - Kim Batten - Brian Dzingai - Hannah England - Michelle Finn-Burrell - Tom Lancashire - Ngonidzashe Makusha - Stephen Newbold - Marita Payne - Alonzo Russell Golf - Paul Azinger - Jane Geddes - Hubert Green - Frederik Kjettrup - Brooks Koepka - Nancy Scranton - Jeff Sluman - Karen Stupples - Colleen Walker Segling - Allison Jolly Simning - Bob Bowman - Mateo de Angulo Tennis - Paul Haarhuis |